# 造船会社と造船所の一覧
造船会社と造船所の一覧（ぞうせんかいしゃとぞうせんじょのいちらん）は世界の造船会社と造船所を地域別、国別に記述している。現在は存在しない造船所は除かれている。

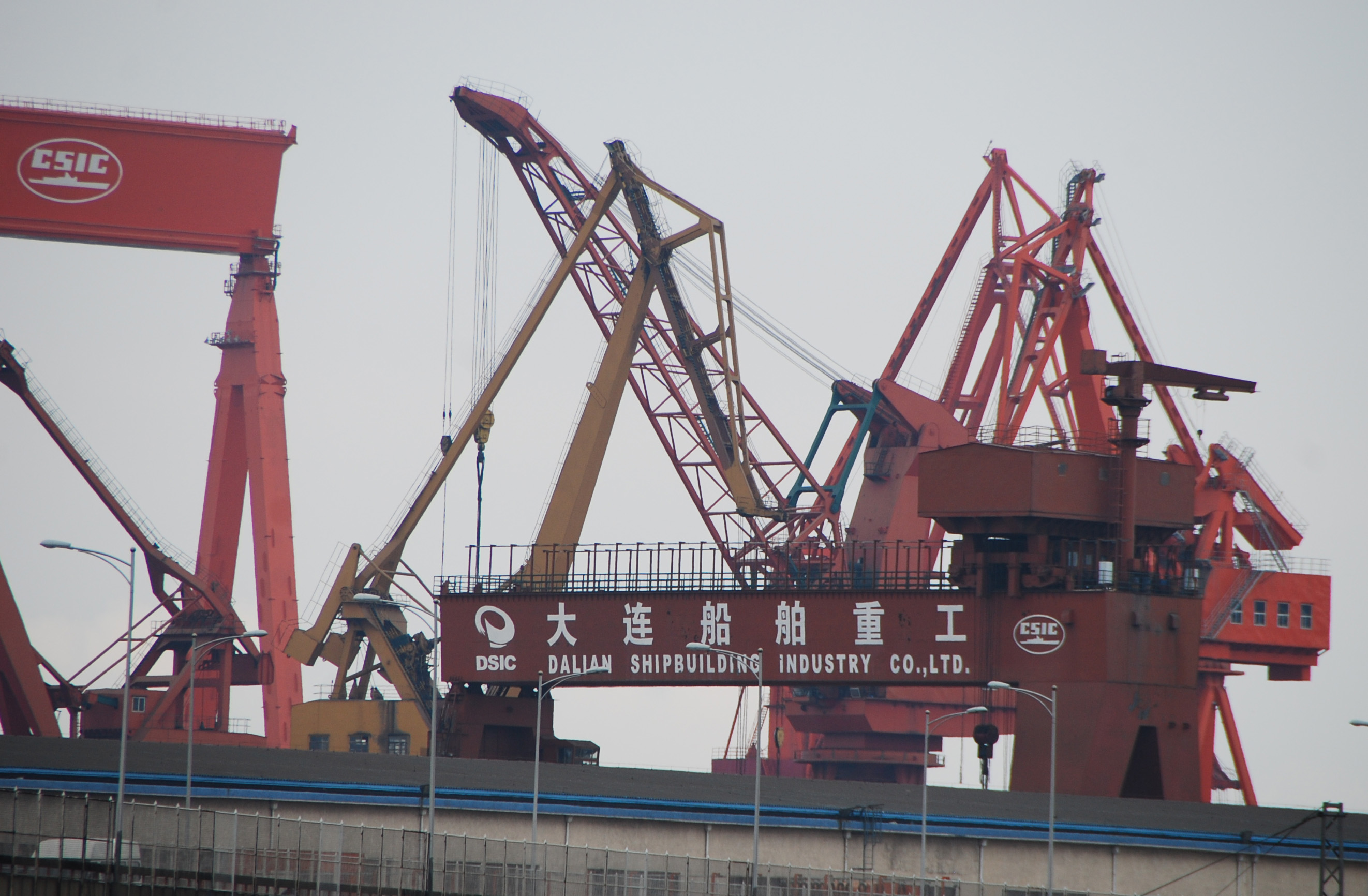
中国の大連船舶重工集団の造船所

## アジア太平洋州

### 中国
- 中国船舶重工集団 （CSIC）
  - 大連船舶重工集団
  - 天津造船
- 中国船舶工業集団 （CSSC）
  - 上海外橋造船
  - 上海長興島造船

### 台湾
- 台湾国際造船 （CSBC）
- 中信造船グループ
- 龍徳造船

### 日本
- 今治造船
  - 岩城造船
  - しまなみ造船
  - 新笠戸ドック
  - あいえす造船
  - 多度津造船

- ジャパン マリンユナイテッド
  - 旧IHIMU
  - 旧ユニバーサル造船
- 大島造船所
- 名村造船所
  - 函館どつく
  - 佐世保重工業
- 新来島どっく
- 川崎重工業
- 三菱重工業
  - 三菱重工業神戸造船所、三菱重工業長崎造船所、三菱重工マリタイムシステムズ
- 住友重機械工業

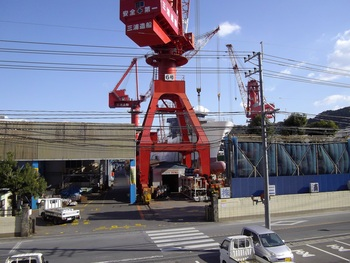
大分佐伯三浦造船所
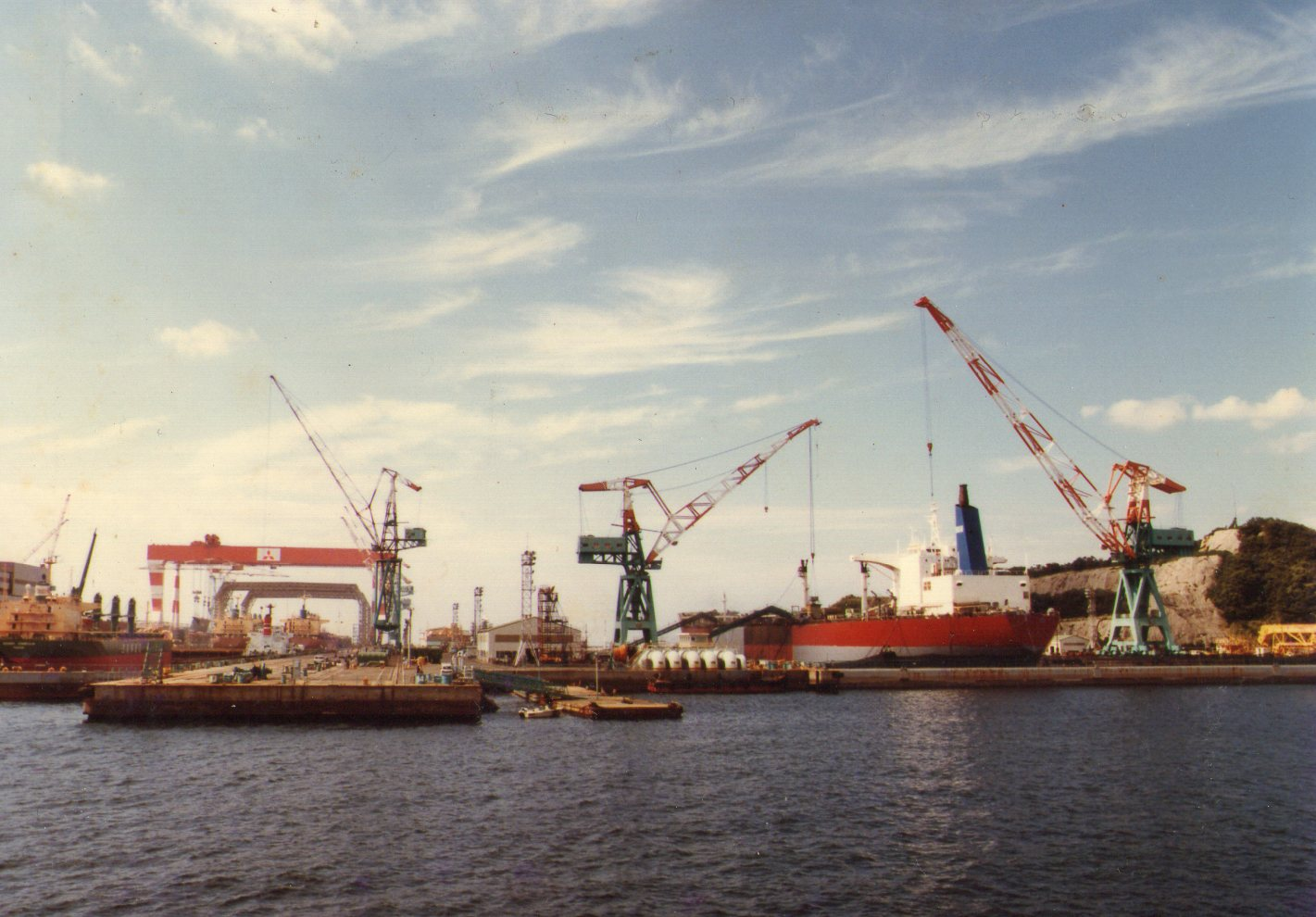
三菱重工業長崎造船所

### 韓国
- HD現代重工業
- サムスン重工業
- ハンファオーシャン
- HJ重工業
- STX造船海洋

### オーストラリア
- インキャット
- オースタル

## アフリカ州

### 南アフリカ
- オランダのダーメン造船所ケープタウン

## アメリカ州/南北

### アメリカ合衆国
- ニューポート・ニューズ造船所
- ノーフォーク海軍造船所

### カナダ
- アライド・シップビルダーズ （Allied Shipbuilders）

### ブラジル
- アトランチコスル造船所

## ヨーロッパ州

### イギリス
- BAE システムズ・サーフェス・シップス
- ハーランド・アンド・ウルフ
- キャメル・レアード
- ファーガソン・シップビルダーズ
- デヴォンポート海軍造船所

### イタリア
- フィンカンティエリ

### オランダ
- ダーメン造船所 （Damen Group）

### ドイツ
- ティッセンクルップ・マリン・システムズ

### ノルウェー
- 欧州STX （STX Europe）

### フランス
- フランス海軍造船所
- アトランティーク造船所
- フランスSTX

### スペイン
- イサル
- ナバンティア

### ポーランド
- グダニスク造船所

### ロシア
- 統一造船会社 （United Shipbuilding Corporation）
  - 西部造船センター（サンクトペテルブルク）
  - 北方造船・補修センター（セヴェロドヴィンスク）
  - 極東造船・補修センター（ウラジオストク）